# La moglie provocata
La moglie provocata (The Provoked Wife) è la seconda commedia scritta dal drammaturgo inglese John Vanbrugh. L'opera fu portata al debutto a Lincoln nel 1697.

## Trama
Lady Brute è intrappolata in un matrimonio infelice con Sir John, che l'ha sposata esclusivamente per lussuria, mentre lei lo ha sposato per soldi. Una sera il marito si ubriaca in una taverna e, travestito con gli abiti della moglie, finisce per trovarsi davanti a un magistrato. Lady Brute e la nipote Belinda, intanto, si travestono da popolane per farsi corteggiare da Heartgree e Constant, ma vengono spiate dalla gelosa Lady Fanciful, che vuole Heartfree tutto per sé. Belinda riesce a sposare il suo spasimante, ma i Brute non sono altrettanto fortunati: Sir John, ubriaco, tenta di stuprare la moglie e scopre i due bellimbusti nascosti in casa propria. Invece di sfidare l'amante della moglie a duello decide di lasciare che la donna continui con la sua tresca, consapevole del fatto di essere stato lui a provocarla fino all'adulterio.